# Pol-e Sefid
Pol-e Sefīd (farsi زیرآب) è una città dello shahrestān di Savadkuh, circoscrizione Centrale, nella provincia del Mazandaran in Iran. Aveva, nel 2006, una popolazione di 8.473 abitanti.